# Porto Seco de Taubaté
O Porto seco de Taubaté é uma unidade alfandegária localizada no município de Taubaté, no Vale do Paraíba, interior do Estado de São Paulo. O porto, que está em operação desde 2000, é chamado também de Estação Aduaneira do Interior.
Sua função é executar operações de movimentação, armazenagem e despacho aduaneiro de mercadorias e de bagagem, sob controle aduaneiro, de modo a atender clientes dos segmentos automobilístico, aeronáutico e eletrônico da região do Vale do Paraíba. Atualmente, o porto, que é de uso público, é administrado pela Eadi Taubaté S/C Ltda.
Quanto a sua infraestrutura, o porto seco de Taubaté possui terminal alfandegado, um pátio de estocagem de contêineres e um terminal rodoferroviário.
No ano de 2006, o porto passou por uma série de obras que visavam ampliar suas instalações devido ao aumento de 50% em sua demanda. Com as obras, o terminal ganhou mais 2.400 metros quadrados de área coberta, somando ao todo 6.700 metros quadrados de área coberta e uma área total de 22 mil metros quadrados.
Dentre seus principais clientes, destacam-se as indústrias: LG, Volkswagen e Embraer.